# Zboże (województwo kujawsko-pomorskie)
Zboże – wieś w Polsce położona w województwie kujawsko-pomorskim, w powiecie sępoleńskim, w gminie Sępólno Krajeńskie.
Zboże po raz pierwszy występuje w dokumentach od 1453 roku. Kiedyś była to wieś szlachecka pozostająca do połowy XVIII wieku we władaniu rodu Ostrorogów, a później Potulickich. W roku 1766 zamieszkiwało ją 149 osób (148 ewangelików i 1 katolik).
W latach 1975–1998 miejscowość administracyjnie należała do województwa bydgoskiego. Według Narodowego Spisu Powszechnego (III 2011 r.) liczyła 300 mieszkańców. Jest ósmą co do wielkości miejscowością gminy Sępólno Krajeńskie.

## Zabytki
Według rejestru zabytków NID na listę zabytków wpisany jest zespół dworski, nr rej.: A/1058/1-2 z 23.09.1996:
- dwór, około 1890 r.
- park, przełom XIX/XX w.